# Platytylus bicinctus
Platytylus bicinctus är en insektsart som först beskrevs av Walker 1873.  Platytylus bicinctus ingår i släktet Platytylus och familjen ängsskinnbaggar. Inga underarter finns listade i Catalogue of Life.